# Metalizer
Albums de Sabaton
Attero Dominatus
(2006) The Art of War
(2008)
Metalizer est le troisième album du groupe suédois de heavy metal Sabaton, mais a été, en fait, enregistré en tant que premier album professionnel (le second en tout) en 2002, il peut donc être considéré comme le premier album. La première société de production du groupe, Underground Symphony, différa les enregistrements pendant plusieurs années avant de léguer les droits à la société Black Lodge en 2005.
Le premier album du groupe, la compilation de démo Fist for Fight, est incluse en tant que CD bonus avec, en plus, un titre inédit. La plupart des titres du premier disque sont des ré-enregistrements.

## Liste des titres

### Disc 1
1. "Hellrider" – 3:42
2. "Thundergods" – 3:47
3. "Metalizer" – 4:06
4. "Shadows" – 3:28
5. "Burn Your Crosses" – 5:09
6. "7734" – 3:41
7. "Endless Nights" – 4:52
8. "Hail to the King" – 3:39
9. "Thunderstorm" – 3:08
10. "Speeder" – 3:45
11. "Masters of the World" – 4:01
12. "Jawbreaker" (Bonus spécial; reprise d'un titre de Judas Priest) – 3:22

### Disc 2
1. "Introduction" – 0:55
2. "Hellrider" – 3:48
3. "Endless Night" – 4:49
4. "Metalizer" – 4:25
5. "Burn Your Crosses" – 5:23
6. "The Hammer Has Fallen" – 5:50
7. "Hail to the King" – 4:08
8. "Shadows" – 3:33
9. "Thunderstorm" – 3:10
10. "Master of the World" – 4:00
11. "Guten Nacht" – 1:53
12. "Birds of War" (inédit) – 4:52

## Line-up de l'album
- Joakim Brodén - Chants, Claviers
- Rickard Sundén - Guitares
- Oskar Montelius - Guitares
- Pär Sundström - Basse
- Daniel Mullback - Batterie

- (Daniel Mÿhr - Claviers)

En fait, Mÿhr n'est pas présent sur cet album, mais il est un membre officiel du groupe.